# شريفة لونا
شريفة لونا واسمها الأصلي «شريفة ببوش» مغنية عالمية جزائرية ولدت لأب جزائري مهاجر من منطقة القبائل ولاية تيزي وزو وأم فرنسية.
كانت بدايتها الفنية من خلال النسخة الرابعة من بلرنامج «بوبستار» الفرنسي الذائع الصيت سنة 2007 عندما فازت باللقب أتبعته بتصوير عدة أغان مثل "Quelque part" التي حققت نجاحا كبيرا في فرنسا ثم أغنية "Il avait les mots" اللتان وصلتا للمرتبة الأولى في سباق الأغاني الفرنسي.
 وأغنية "je reviendrai" غنتها لبلدها الجزائر وصورت الكليب في مدينة تلمسان غرب الجزائر
فازت «شريفة» بعد جوائز أوروبية للموسيقى بعد نجاح ألبوماتها "Sheryfa Luna" سنة 2007، و"Vénus" سنة 2008.

## روابط خارجية
- شريفة لونا على موقع IMDb (الإنجليزية)
- شريفة لونا على موقع ميوزك برينز (الإنجليزية)
- شريفة لونا على موقع أول ميوزيك (الإنجليزية)
- شريفة لونا على موقع ديسكوغز (الإنجليزية)